# Cedric Kouadio
Alain Cedric Herve Kouadio (19 maggio 1996) è un calciatore ivoriano, attaccante dell'RFS Riga.

## Carriera
Il 21 febbraio 2019 viene acquistato a titolo definitivo dalla squadra lettone dell'RFS Riga.

## Statistiche

### Presenze e reti nei club
Statistiche aggiornate al 12 agosto 2021.
| Stagione        | Squadra         | Campionato      | Campionato | Campionato | Coppe nazionali | Coppe nazionali | Coppe nazionali | Coppe continentali | Coppe continentali | Coppe continentali | Altre coppe | Altre coppe | Altre coppe | Totale | Totale |
| Stagione        | Squadra         | Comp            | Pres       | Reti       | Comp            | Pres            | Reti            | Comp               | Pres               | Reti               | Comp        | Pres        | Reti        | Pres   | Reti   |
| --------------- | --------------- | --------------- | ---------- | ---------- | --------------- | --------------- | --------------- | ------------------ | ------------------ | ------------------ | ----------- | ----------- | ----------- | ------ | ------ |
| 2019            | RFS Riga        | VL              | 28         | 2          | CL              | 4               | 0               | UEL                | 2                  | 0                  |             | -           | -           | 34     | 2      |
| 2020            | RFS Riga        | VL              | 24         | 8          | CL              | 3               | 1               | UEL                | 1                  | 0                  |             | -           | -           | 28     | 9      |
| 2021            | RFS Riga        | VL              | 17         | 3          | CL              | 1               | 0               | UECL               | 5                  | 0                  |             | -           | -           | 23     | 3      |
| Totale carriera | Totale carriera | Totale carriera | 69         | 13         |                 | 8               | 1               |                    | 8                  | 0                  |             | -           | -           | 85     | 14     |

## Palmarès

### Club

#### Competizioni nazionali
- Coppa di Lettonia: 2

RFS Riga: 2019, 2021
- Campionato lettone: 1

RFS Riga: 2021